# Роделас
Роделас (порт. Rodelas)  —  муниципалитет в Бразилии, входит в штат Баия. Составная часть мезорегиона Вали-Сан-Франсискану-да-Баия. Входит в экономико-статистический  микрорегион Паулу-Афонсу. Население составляет 7691 человек на 2006 год. Занимает площадь 2575,088 км². Плотность населения — 3,0 чел./км².

## Статистика
- Валовой внутренний продукт на 2003 год составляет 15 970 919,00 реалов (данные: Бразильский институт географии и статистики).
- Валовой внутренний продукт на душу населения на 2003 год составляет 2270,53 реалов (данные: Бразильский институт географии и статистики).
- Индекс развития человеческого потенциала на 2000 год составляет 0,655 (данные: Программа развития ООН).

## Важнейшие населенные пункты
| № | Населённый пункт | Населённый пункт (порт.) | Категория | Население чел. (2010) | На карте                       |
| - | ---------------- | ------------------------ | --------- | --------------------- | ------------------------------ |
| 1 | Роделас          | Rodelas                  | город     | 6514                  | 8°50′44″ ю. ш. 38°46′04″ з. д. |
| 2 | Агровила Aр-8    | Agrovila Ar-8            | поселок   | 410                   | 8°48′29″ ю. ш. 38°50′42″ з. д. |
| 3 | Агровила Aр-7    | Agrovila Ar-7            | поселок   | 334                   | 8°49′15″ ю. ш. 38°48′47″ з. д. |
| 4 | Агровила Aр-3    | Agrovila Ar-3            | поселок   | 110                   | 8°56′51″ ю. ш. 38°34′10″ з. д. |
| 5 | Агровила Aр-1    | Agrovila Ar-1            | поселок   | 48                    | 8°54′50″ ю. ш. 38°33′46″ з. д. |